# Lieder aus Winternächte
Lieder aus Winternächte is een compositie van Christian Sinding. Het werd een liederenbundel met toonzettingen van gedichten uit circa 1881 van Arthur Fitger. De liederen zijn in tegenstelling tot de twee hiervoor gecomponeerde werken niet uitgegeven door het Duitse C.F.Peters Musikverlag, maar door de plaatselijke uitgeverijen Brødrene Hals en Rob Forberg. De Noorse uitgeverijen waren voornamelijk geïnteresseerd in de liederen en noemden de werkjes voor piano solo dan ook niet. 
De tien liedjes zijn:
1. In Eis erstarrt mein Herze lag
2. Ich bin ein Drach' gewesen
3. Ich war schon so klug
4. Ich liege dir zu Füssen
5. Da droben auf dem Berge
6. Ich neide nicht die goldnen Säle
7. Es war im sonnigen Monat März
8. Es sitzen drei Weiber zu weben
9. Erst verlor um eine Braune
10. Du kannst ja doch nicht singen